# Philipp Erasmus von Liechtenstein

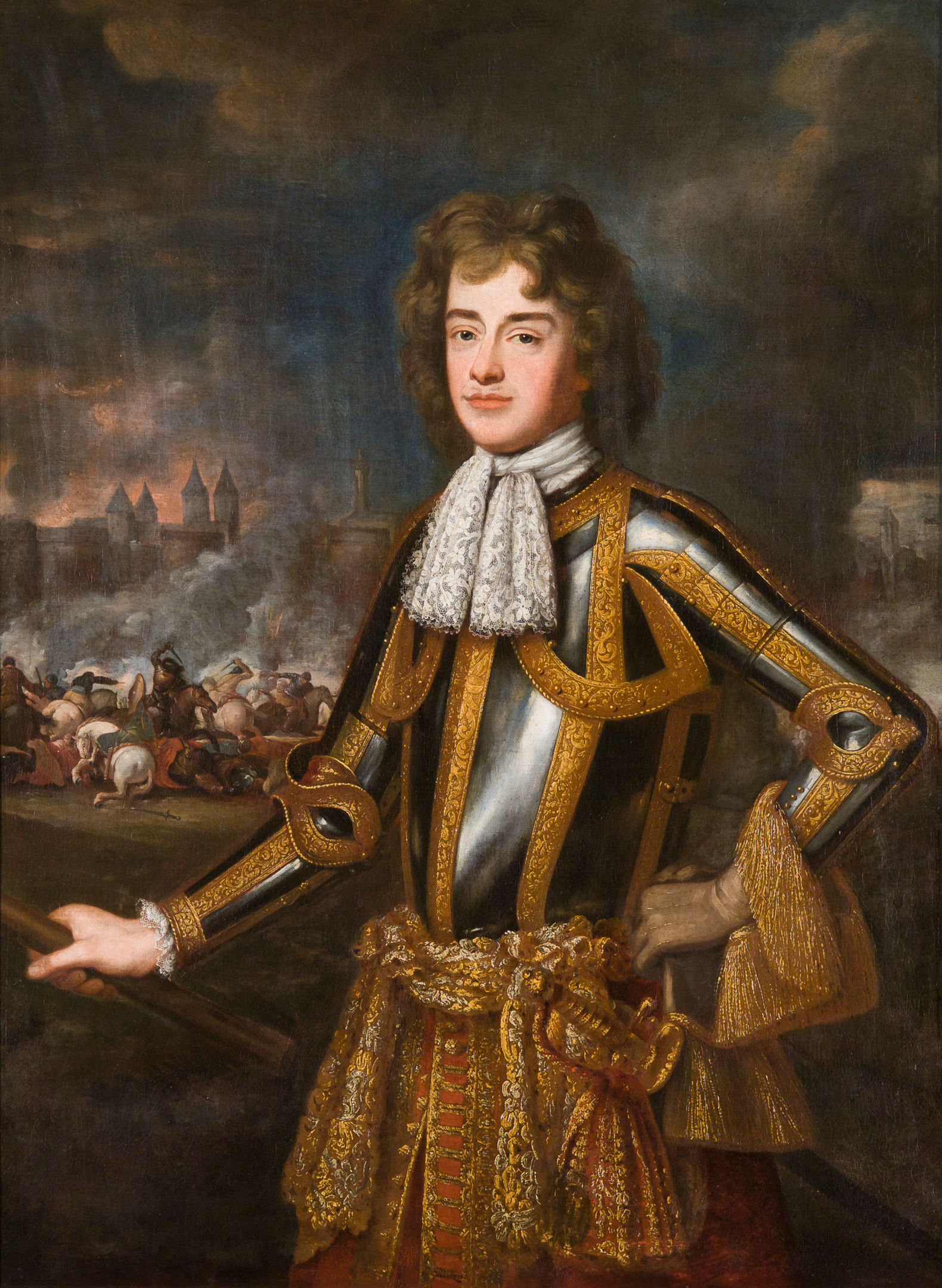
Philipp Erasmus von Liechtenstein (Gemälde von Henri Gascar)

Fürst Philipp Erasmus von Liechtenstein (* 11. September 1664 in Steyr; † 13. Januar 1704 bei Castelnuovo) war ein kaiserlicher Feldmarschallleutnant.

## Biografie
Liechtenstein war der vierzehnte Sohn des Fürsten Hartmann von Liechtenstein (1613–1686) und dessen Ehefrau Sidonia Elisabeth, geborene Altgräfin zu Salm-Reifferscheidt (1623–1688). Er wurde in Steyr geboren, wo sein Vater 1663 vom Magistrat der Stadt eine Wohnung gemietet hatte. Gemeinsam mit seinem jüngeren Bruder Hartmann begab er sich von 1682 bis 1683 auf eine Kavalierstour, die ihn von Wien aus über Prag in die Spanischen Niederlande und anschließend nach Paris führte. Infolge der Zweiten Wiener Türkenbelagerung 1683 kehrte er nach Österreich zurück und konnte sich beim Entsatz von Wien auszeichnen. Danach setzte er zusammen mit seinem Bruder die Länderreise fort. Das Brüderpaar verbrachte fast ein Jahr in Turin, ehe sie von 1684 bis 1685 an der Universität Siena immatrikuliert waren. Nach einem längeren Aufenthalt in Rom folgte 1686 schließlich die Heimkehr und sein Wiedereintritt in die kaiserliche Armee.
Wie seine Brüder Anton Florian und Hartmann erhielt er nach dem Tod seines Vaters 100.000 Gulden aus dem Ertrag der Güter des ältesten Bruders Fürst Maximilian II., welcher als Primogenitus der Gundakarischen Line das Kleine Majorat des Hauses Liechtenstein geerbt hatte. Als Adjutant Herzog Karls von Lothringen nahm er 1686 bei der Belagerung von Ofen sowie 1687 in der Schlacht bei Mohács teil. 1688 wurde er zum Oberstleutnant im Infanterieregiment Nr. 36 (Leslie) befördert. Mit dem Regiment nahm er an der Belagerung von Belgrad teil und überstand den Angriff unverwundet. 1689 stieg er zum Oberst im Regiment auf. Markgraf Ludwig Wilhelm von Baden ernannte ihn im gleichen Jahr zum Kommandanten der Festung Klausenburg, welche er 1690 erfolgreich verteidigte. Mit kaiserlichem Patent vom 2. Februar 1692 avancierte er zum wirklichen Oberst und Regimentsinhaber. Für den Großen Türkenkrieg machte er im selben Jahr eine Staatsanleihe von 100.000 Gulden, wofür er während zehn Jahren Zinsen erhielt, und streckte für sein Regiment 30.000 Gulden vor.
Am 16. Juni 1695 erfolgte sein Beförderung zum Oberst-Feldwachtmeister. Unter dem Befehl von Feldmarschall Graf Friedrich Veterani nahm er an der Schlacht bei Lugosch, in der die kaiserlichen Truppen schwere Verluste erlitten, teil. Liechtenstein konnte sich nach Karansebesch retten. 1696 erhielt er die Berufung als Generalkriegskommissar ad interim nach Ungarn. 1697 kam er mit seinem Regiment zur Armee des Prinzen Eugen von Savoyen, mit dem er an der Schlacht bei Zenta teilnahm. Anschließend bezog die Armee ihr Winterquartier und Liechtenstein führte die Kavallerie zur Überwinterung nach Pest. Auch nach dem Frieden von Karlowitz blieb er vorläufig in Ungarn, wo er am 31. Dezember 1700 zum Feldmarschallleutnant befördert wurde. Ferner wurde er zum Kommandanten der Stadt Essegg ernannt.
Nach Ausbruch des Spanischen Erbfolgekriegs erhielt Liechtenstein 1701 seine Bestimmung für Italien. Im Juni 1702 traf er im Lager vor Mantua ein und nahm an der Belagerung der Stadt teil. Er zeichnete sich in der Schlacht bei Luzzara aus. Die durch den Tod des Feldmarschalls Karl von Lothringen zurückweichenden Truppen brachte er zum Stehen und führte sie zum Gegenangriff. Dabei wurde er schwer verwundet. Nach seiner Genesung stand er am 13. Januar 1704 an der Brücke über die Bormida bei Castelnuovo, wo er als Teil der Nachhut den Übergang des kaiserlichen Heeres deckte. Im Gefecht mit den angreifenden französischen Truppen fiel er.

## Familie
Am 8. August 1695 heiratete Liechtenstein in Lobositz Gräfin Christina Theresia zu Löwenstein-Wertheim (1665–1730), Witwe des Herzogs Albert von Sachsen-Weißenfels und Tochter des Grafen Ferdinand Karl zu Löwenstein-Wertheim (1616–1672) und dessen Ehefrau Anna Maria, geborene Gräfin zu Fürstenberg (1634–1705). Das Ehepaar ließ sich in Prag nieder. Aus der Ehe gingen drei Söhne hervor:
- Joseph Wenzel (1696–1772) ⚭ 1718 Fürstin Maria Anna von Liechtenstein (1699–1753)
- Emanuel (1700–1771) ⚭ 1726 Gräfin Maria Antonia von Dietrichstein (1706–1777)
- Johann Anton (1702–1724), unverheiratet